# Balta kurandae
Balta kurandae är en kackerlacksart som beskrevs av Morgan Hebard 1943. Balta kurandae ingår i släktet Balta och familjen småkackerlackor. Inga underarter finns listade.